# Comté de Pender
Le comté de Pender est un comté situé dans l'État de Caroline du Nord aux États-Unis dont le siège est Burgaw.

## Démographie
| 1880   | 1890   | 1900   | 1910   | 1920   | 1930   |
| ------ | ------ | ------ | ------ | ------ | ------ |
| 12 468 | 12 514 | 13 381 | 15 471 | 14 788 | 15 686 |

| 1940   | 1950   | 1960   | 1970   | 1980   | 1990   |
| ------ | ------ | ------ | ------ | ------ | ------ |
| 17 710 | 18 423 | 18 508 | 18 149 | 22 215 | 28 855 |

| 2000   | 2010   | - | - | - | - |
| ------ | ------ | - | - | - | - |
| 41 082 | 52 217 | - | - | - | - |